# Dennis van de Laar

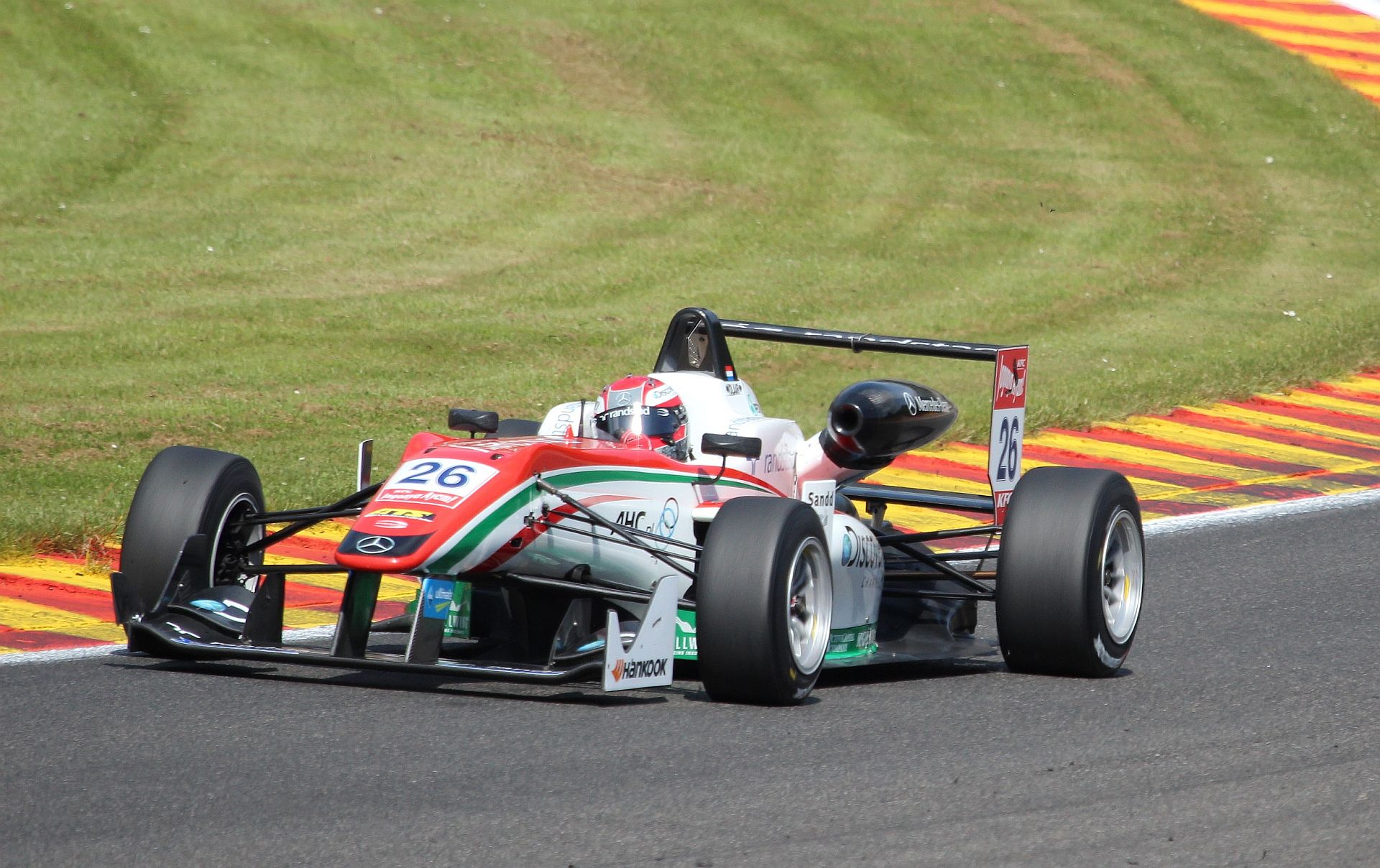
Dennis van de Laar in actie op het circuit van Spa-Francorchamps in 2014.

Dennis Alphons Ronald van de Laar (Haarlem, 3 februari 1994) is een Nederlands autocoureur.

## Carrière
In 2010 maakte Van de Laar zijn debuut in de autosport in de Formido Swift Cup. Met één overwinning en in totaal vijf podiumplaatsen eindigde hij als derde in het kampioenschap achter Niels Langeveld en Niels Kool.
In 2011 debuteerde Van de Laar in het formuleracing in de Formule Renault 2.0 NEC voor het team Van Amersfoort Racing. Met een zesde plaats op het Autodrom Most als beste resultaat eindigde hij als zevende in het kampioenschap. In 2011 reed hij ook in het winterkampioenschap de Britse Formule Renault voor Van Amersfoort. Met een zevende plaats op Snetterton als beste resultaat eindigde hij als zestiende in het kampioenschap. Ook reed hij twee raceweekenden als gastrijder in de Eurocup Formule Renault 2.0 voor Van Amersfoort.
In 2012 maakte Van de Laar zijn debuut in de Formule 3 in het Duitse Formule 3-kampioenschap voor Van Amersfoort. Hij behaalde één podiumplaats op het Circuit Park Zandvoort met een derde plaats. Mede hierdoor eindigde hij als negende in het kampioenschap. Ook reed hij een raceweekend als gastcoureur in de Formule 3 Euroseries op de Hockenheimring. In deze races eindigde hij achtereenvolgens als veertiende, vijftiende en zestiende. Hij mocht ook deelnemen aan de Masters of Formula 3 voor Carlin, waarin hij dertiende werd, en de Grand Prix van Macau voor Van Amersfoort, waarin hij als 24e over de finish kwam.
In 2013 maakte Van de Laar zijn debuut in het nieuwe Europees Formule 3-kampioenschap voor Van Amersfoort Racing. 
In 2014 kwam Van de Laar uit voor Prema Powerteam, het kampioenschapsteam van 2011, 2012 en 2013, in de Europese Formule 3. Ook nam hij deel aan de door de Ferrari Driver Academy georganiseerde Florida Winter Series. De allereerste race in de historie van de Florida Winter Series werd door Dennis van de Laar op zijn naam geschreven. 